# Zusatzweiterbildung Naturheilverfahren
Die Zusatzweiterbildung Naturheilverfahren ist eine in der Musterweiterbildungsordnung der deutschen Bundesärztekammer von 2018 (MWBO) aufgeführte Zusatzweiterbildung im Bereich Naturheilverfahren für Fachärzte.

## Definition
Die Zusatzweiterbildung Naturheilverfahren umfasst in Ergänzung zu einer Facharztkompetenz die Anregung der individuellen körpereigenen Ordnungs- und Heilkräfte durch Anwendung nebenwirkungsarmer oder nebenwirkungsfreier natürlicher Mittel.

## Mindestanforderung
Um die Bezeichnung Naturheilverfahren führen zu dürfen, müssen Ärzte
- über eine Facharztanerkennung verfügen und
- einen Weiterbildungskurs in Naturheilverfahren mit einem Umfang von 160 Stunden absolviert haben[2] und
- an Fallseminaren unter Supervision mit einem Umfang von 80 Stunden teilgenommen haben (die Fallseminare können durch 6 Monate Weiterbildung an anerkannten Weiterbildungsstätten ersetzt werden) sowie
- über Kenntnisse, Erfahrungen und Fertigkeiten in Naturheilverfahren gemäß den in der Weiterbildungsordnung festgelegten Weiterbildungsinhalten verfügen.

Bei der Anmeldung zur Weiterbildungsprüfung müssen der zuständigen Ärztekammer sämtliche Nachweise über die erfüllten Mindestanforderungen vorgelegt werden. Dazu gehören auch die Logbuch-Dokumentationen über alle durch die MWBO vorgegebenen Inhalte der Weiterbildung.

## Inhalte der Weiterbildung
Bei der Weiterbildungsprüfung muss man dargelegen können, dass man Kenntnisse, Erfahrungen und Fertigkeiten unter anderem in folgenden Bereichen erlangt hat:
- Diagnostische Verfahren in der Naturheilkunde,
- Therapie mit Arzneimitteln und Nahrungsergänzungsmitteln
- Kneipp-, Hydro-, Balneo- und Klimatherapie
- Physikalische Verfahren
- Massagebehandlungen, Reflextherapie
- Manuelle Verfahren
- Ernährung und Fasten
- Ordnungstherapie
- Bewegungs- und Atemtherapie
- Ausleitende und umstimmende Verfahren
- Grundlagen der Neuraltherapie und Akupunktur.

Die Inhalte der Musterweiterbildungsordnung sind allerdings nur eine Empfehlung für die rechtsverbindlichen Weiterbildungsordnungen der Landesärztekammern, die hiervon abweichende Regelungen treffen können.